# Rewa (fiume)
Il fiume Rewa scorre nell'isola di Viti Levu, nell'arcipelago delle Figi. Il Rewa nasce sul Monte Tomanivi e percorre 145 km fino alla Laucala Bay, nei pressi di Suva.
Più di duecento villaggi sorgono sulle sue rive.